# Bythinella kosensis
Bythinella kosensis е вид охлюв от семейство Hydrobiidae.

## Разпространение
Видът е разпространен в Гърция.